# Envoys a.l.v.v.
Envoys a.l.v.v., eg. Envoys asså liksom vettu va, kårparti vid Stockholms universitet. Partiet grundades vid slutet av 1970-talet av medlemmar i Envoys. I kårvalet 2010 förlorade Envoys alla sina mandat i kårfullmäktige.